# Asamblea de ciudadanos de Esparta
La Asamblea de ciudadanos de Esparta, también denominada en algunas fuentes como Apella, era una de las instituciones políticas de Esparta.
Fue establecida por Licurgo y tenía el poder de aceptar o rechazar las leyes y decretos propuestos primero por los reyes y más tarde por el consejo de la Gerusía. No tenía iniciativa legislativa y sólo podía aprobar lo que ya estaba hecho sin ninguna modificación, o rechazarlo totalmente.
De esta Asamblea formaban parte todos los ciudadanos espartanos de pleno derecho (espartiatas). A la Asamblea sólo se podían dirigir los más altos magistrados, principalmente los reyes y los éforos. Se organizaban asambleas ordinarias cada luna llena, y extraordinarias cuando hacía falta por causas excepcionales. La sede donde se reunían era un lugar concreto al oeste de la ciudad. Las decisiones no se tomaban tras una votación, sino por aclamación. La Asamblea podía proclamar la guerra, hacer la paz, y acordar armisticios; los acuerdos de éforos y reyes con estados extranjeros tenían que ser ratificados por la asamblea.
También existió la «pequeña asamblea», que se convocaba cuando el asunto a tratar era de importancia secundaria y no era necesario convocar la asamblea general. Esta asamblea menor la formaban algunos magistrados y ciudadanos de clase superior, y cada vez se fue convocando más a menudo llegando casi a suplantar a la gran Asamblea.

## Nombre
Su nombre oficial no es conocido. Heródoto emplea el término d'ἁλία / alía, que en sentido estricto designa la asamblea del pueblo en las ciudades-estados dorias. Tucídides y Jenofonte utilizan el genérico ἐκκλησία / ekklêsía (asamblea).
No parece fiable Plutarco, que deriva ἀπελλά / apellá (o más bien ἀπελλαί / apellaí) del verbo ἀπελλάζω / apellázô, figurando en el pasaje de la Gran Retra que cita. La etimología del término es incierta. Plutarco la relaciona con Ἀπέλλων / Apéllōn, nombre dorio de Apolo y derivado de las fiestas en honor del dios, las Apéllai, que quizá las vieran nacer como institución. Según Hesiquio de Alejandría, los apellai son los cercados, por extensión los apriscos, y de ahí se empleó para designar una asamblea.
Por otra parte, la palabra «apella» está atestiguada en inscripciones del Gition laconio que datan de la época romana donde se halla en plural y en inscripciones de Delfos donde se usa en relación con las ceremonias de la fratría de los labiades.

## Composición y funciones
No está clara la edad mínima a partir de la cual el ciudadano espartiata podía acceder a ella: 20 años (integración en el ejército y admisión a las sisitias) o 30 años (posibilidad de fundar una familia y de ser nombrado magistrado). Se ignora igualmente la frecuencia precisa de sus reuniones. La Gran Retra evoca una reunión «de estación en estación» en la confluencia de los ríos Eurotas y Enunte. Un escolio a Tucídides indica que la reunión era mensual, cuando la luna estaba llena. Plutarco dice que el lugar destinado a acoger las sesiones era entre Babica y Cnaquión y dice también que Cnaquión era conocido como Enunte en su época y era un río, mientras Babica era un puente. El río llamado Enunte es mencionado en las descripciones de la batalla de Selasia del 222 a. C. y se identifica con el río llamado actualmente Celefina. Los intentos de explicar la palabra Babica etimológicamente no han tenido éxito.
Parece haber tenido un papel bastante limitado, hasta el punto de que Aristóteles no juzga útil mencionarla cuando enumera los elementos democráticos del régimen espartiata. De hecho, la Asamblea no tiene la iniciativa de los textos que vota. Se contenta con elegir a los éforos y gerontes, aprobar o no los textos que le son sometidos por estos últimos así como por los reyes.
La Asamblea pasa por ser la depositaria de la soberanía del estado lacedemonio «en el sentido de que su consentimiento era necesario para emprender cualquier acción».

Es precisamente la obligatoriedad de este requisito lo que explica una mayor aparición de la Asamblea con respecto a la Boulé (Consejo) en las narraciones de Tucídides y Jenofonte, sin que ello signifique que de esta institución emane la facultad de proponer y discutir los asuntos políticos. Al fin y al cabo es lógico que una guerra la declare o un tratado lo firme «el pueblo lacedemonio», mientras los órganos que lo han promovido, los que tienen el verdadero poder efectivo, esto es, la gerusía y los éforos, permanecen entre bastidores, ocupando un segundo plano en el relato de nuestras fuentes Así, la Asamblea ratifica la participación en la guerra del Peloponeso o la paz del rey, en 371 a. C.
Otra aproximación al funcionamiento de la Asamblea, a partir de los testimonios de época clásica, concluye que sólo los reyes, ancianos (gerontes) y éforos tenían la capacidad de hablar en favor o en contra de una proposición, sin que tengamos noticias de ningún ciudadano privado la que le fuera permitido hacerlo.
En definitiva, la Asamblea se presenta como un mero instrumento para hacer públicas las decisiones previamente adoptadas por otras instancias del aparato estatal lacedemonio, cuyo papel se limita a aprobar o rechazar las mociones planteadas por la gerusía, tal como afirma Aristóteles.

## Modo de sufragio espartano
Las decisiones de la Asamblea eran adoptadas no por votación, como era de rigor en las demás polis griegas, sino por aclamación: individuos encerrados en una estancia no lejos de la asamblea estiman el volumen sonoro de los clamores que acompañan el enunciado del nombre del candidato. Un ejemplo del uso de este sistema lo cuenta el historiador ateniense Tucídides: en el debate para decidir si se declaraba o no la guerra a Atenas en 432 a. C., el éforo Estenelaidas, alegando no distinguir cual de las dos opciones predominaba, exigió a los presentes que se escindieran en dos grupos según su opinión, con el resultado de que triunfó contundentemente la propuesta belicista. Con esta argucia el éforo, principal bastión de esta causa, obligaba a quienes parecían poco proclives al conflicto a arrostrar la amenaza de deshonra y cobardía ante sus conciudadanos.

Además los gerontes eran miembros de la Asamblea de pleno derecho y podían usar el peso de su autoridad para influir en la discusión de las propuestas presentadas por la gerusía. La interpretación generalmente aceptada era que la partida de los gerontes implicaba que la Asamblea se disolvía.
Parece que en los primeros tiempos, los reyes (y posiblemente los gerontes como representantes de la organización tribal) tenían el derecho de convocar a la Asamblea, presentar propuestas (recomendadas por la gerusía) y después de la discusión, disolverla. Las normas de la Gran Retra hacen de la Asamblea un órgano que funcionaba regularmente y los miembros de la gerusía no necesitaban convocarla.

Bajo estas circunstancias cuando se encontraba la Asamblea en un tiempo determinado y un lugar concreto, los representantes de la gerusía tenían el deber de hacer propuestas ante el pueblo reunido y después de que habían sido discutidas, disolver al pueblo. El pueblo tenía el derecho de dar su opinión sobre las propuestas presentadas y era el pueblo quien decidía si serían aceptadas o rechazadas